# Bernard Drukker
Barend (Bernard) Drukker (Amsterdam, 1 januari 1910 – Velp, 13 december 1992) was een Nederlands organist en pianobegeleider. Hij werkte in het Tuschinski Theater en maakte filmmuziek.

## Biografie
Na het volgen van het Amsterdams Muzieklyceum (piano), wordt Bernard Drukker in 1925 tweede organist en pianobegeleider in het Tuschinski Theater. In 1926 gaat hij naar Cinema Royal. Hugo de Groot is daar de muzikale leider. Drukker werkt mee aan de concerten die de Engelse radiofabriek Kolster-Brandes organiseert voor luisteraars in Engeland op zondagen, als de BBC niet mag uitzenden. Een maand lang werkt hij als repetitor in de Parijse Folies Bergères.
In 1927 krijgt hij een aantal privé-lessen van pianist Vladimir Horowitz. In 1928 doet hij examen solospel aan het Amsterdams Conservatorium. In 1933 krijgt hij in Wenen hiervoor de doctorstitel.
Van 1925 tot 1932 begeleidt hij honderden films. Na de komst van de geluidsfilm blijft hij nog een paar jaar aan als begeleider van variétéartiesten. Als dirigent Hugo de Groot en organist Johan Jong in 1929 naar de VARA vertrekken, wordt Drukker bevorderd tot solo-organist. Veel aandacht trekt zijn partituur voor de documentaire van Jo de Haas bij de dood van socialistenleider Pieter Jelles Troelstra in 1930.
In 1932 gaat hij werken in het Asta theater in Den Haag. In 1934 keert hij terug naar Amsterdam als algemeen muzikaal leider van het Royal-concern. Af en toe treedt hij met zijn orkest Los Argentinos op voor de radio. In de oorlog vormt hij het Groot Joodsch Amusementorkest. In 1942 duikt hij met zijn gezin onder. Bernard overleeft als enige de oorlog. Nog ondergronds begint hij met zijn studie medicijnen, die hij afrondt met het doctoraal examen.
Na de bevrijding richtte hij het orkest Herrijzend Nederland op, en werkt in het Amstel Hotel en in het City Theater, dat in de foyer ook beschikt over een hammondorgel. In 1946 dirigeert hij het Concertgebouworkest met een programma van lichte muziek. Van 1948 tot 1951 werkt hij in verschillende delen van de wereld als organist-entertainer in dienst van de schatrijke vatenfabrikant Van Leer. Hij maakt naam met de wekelijkse community singing als voorprogramma in Cinema Royal.
Hij organiseert de Willem Parel Orgeldraaiwedstrijden, missverkiezingen en een concours voor amateur-zangers. Een Elvis Presley-imitatiewedstrijd eindigt in een knokpartij met veel fruit.
Bernard Drukker brengt 50 grammofoonplaten uit, waaronder Ahoy waarvan hij een gouden plaat krijgt ter gelegenheid van de 7500ste lp, die geproduceerd was ter gelegenheid van 100 jaar Waterweg, Van zijn vele optredens voor de radio is het bekendst geworden het AVRO-programma Vijftien minuten Wereld-melodieën op het pijploos orgel. Hij wordt in 1960 benoemd tot stadsbeiaardier van de Amsterdamse Munt die in het Hemonyjaar 1959 weer van een stokkenklavier was voorzien. Hij bespeelde de klokken van het carillon als een van de eerste beiaardiers met een repertoire van bekende melodieën. Samen met het Citytheater orkest o.l.v. Lex van Weren maakte hij in 1960 voor zijn vertrek naar Australië een opname van de klokken van de Munttoren. Deze ep: 'It's in the air' werd door Philips uitgegeven.
In 1961 emigreert hij naar Australië, maar heimwee drijft hem in 1965 terug. Hij wordt bij AVRO-Studio 1 de vaste bespeler van het Radio Concertorgel in Hilversum (het voormalige BBC-orgel). Hij zet zich in voor de erkenning van het Hammondorgel als volwaardig muziekinstrument. Uiteindelijk wordt hij in 1974 hoofddocent Elektronisch orgel en Methodiek aan het Twents Conservatorium in Enschede. Aan de Rotterdamse muziekschool is hij vanaf 1980 stafdocent Elektronisch orgel. In opdracht van de rijksoverheid schrijft hij de muziekcursus voor docenten en blijf musiceren. Hij verzorgt in 1989 filmbegeleidingen van de gerestaureerde vakbondsfilm Stalen Knuisten (1930) van Jo de Haas, en van de film Staking (1925) van Sergej Eisenstein. In datzelfde jaar maakt hij nog een tournee van acht filmbegeleidingen. De laatste jaren van zijn leven heeft hij een synthesizerorgel ter beschikking.
- Biblioteca Nacional de España: XX1023985
- Biografisch Portaal: 86784962
- International Standard Name Identifier: 0000 0000 2412 2636
- Library of Congress Control Number: n79134079
- MusicBrainz: 1fd3e361-561d-4d7b-92f7-8029f3abe3b8
- Nederlandse Thesaurus van Auteursnamen: 072052856
- Virtual International Authority File: 122253563
- WorldCat: E39PBJmP4TbhwhtgqQyC4dChHC